# Franco Bounous
Franco Bounous (* 12. Oktober 1907 in Mailand) war ein italienischer Diplomat.

## Werdegang
Franco Bounous war Doktor der Rechtswissenschaften. 1933 trat er in den diplomatischen Dienst ein. Er war Vize-Konsul in Tunis, Zweiter Sekretär in Tokio, Erster Sekretär in Washington und Berater (Consigliere) in Moskau.
Am 9. Juni 1965 wurde er italienischer Botschafter in Zypern und bekleidete dieses Amt bis zum 29. September 1969. Am 3. Oktober 1969 wurde er italienischer Botschafter in Pakistan, während dies von Agha Muhammad Yahya Khan regiert wurde.
Am 18. April 1945 heiratete er Alba de Céspedes.